# Imma pyrophthalma
Imma pyrophthalma är en fjärilsart som beskrevs av Edward Meyrick 1937. Imma pyrophthalma ingår i släktet Imma och familjen Immidae. Inga underarter finns listade i Catalogue of Life.